# Distretto di Qarqaraly
Il distretto di Qarqaraly (in kazako: Қарқаралы ауданы) è un distretto (audan) del Kazakistan con  capoluogo Qarqaraly.